# Tettenhall
Tettenhall è una parte storica della città di Wolverhampton, in Inghilterra. Il nome Tettenhall deriva probabilmente da Teotta's Halh: "Teotta" è un nome proprio di persona e "Halh" è una posizione difesa e sicura.
Tettenhall divenne parte di Wolverhampton solo nel 1966, assieme a Bilston e Wednesfield. Il suo territorio è frazionato in due diversi quartieri (ward) di Wolverhampton: Tettenhall Regis e Tettenhall Wightwick.

## Storia
Nel 910 d.C., la Battaglia di Tettenhall fu il punto di svolta nei combattimenti contro i Vichinghi Danesi invasori sostenuti dalle forze unite di Edoardo il Vecchio del Wessex e del Conte Æthelred di Mercia.
In essa si osservò la drammatica disfatta dell'ultimo dei grandi eserciti dei Vichinghi Danesi che saccheggiò e devastò l'Inghilterra, disfatta nella quale perirono anche i Re danesi Eowils e Halfdan. 
In tempi più recenti, la parte settentrionale del villaggio divenne nota come "Danescourt" (Corte danese).
La "Teotta's Halh" originale si trovava probabilmente nell'area difesa situata sotto alla cresta dove sorge la Chiesa. Quest'area, attorno a Lower Green, era la parte originariamente abitata di Tettenhall.
Al principio del periodo anglosassone, come evidenziato dal nome del luogo, esistevano molte aree liberate dai boschi, aree in cui trovavano posto unitamente campi e insediamenti. 
Oggi questi siti possono essere individuati sulla base della terminazione del nome di luogo in "ley", dall'antico inglese "lēah", che significa "disboscamento"; un esempio di ciò nell'area è il nome Wrottesley.
Laddove la maggior parte del territorio era boschivo, sotto la cresta, scorreva, come fa tuttora, il fiume Smestow - tuttavia in passato, la portata d'acqua era maggiore di quella presente, percorrendo estese marcite.

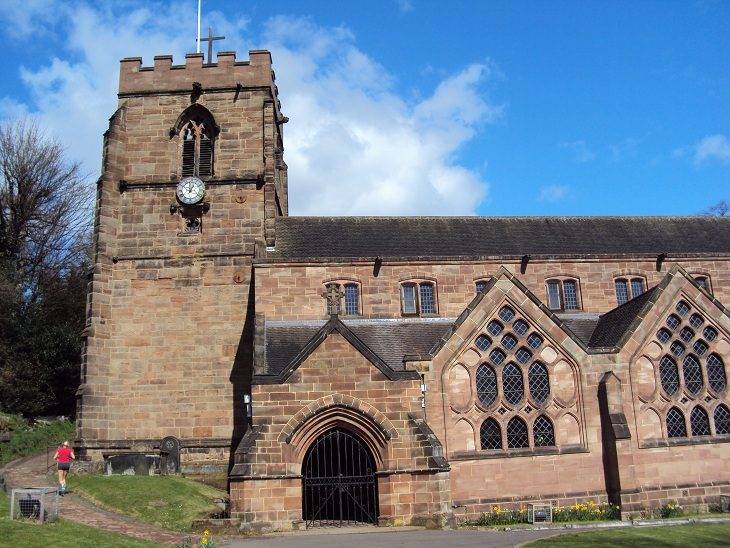
La Chiesa di San Michele Arcangelo e di Tutti gli Angeli a Tettenhall.

Tettenhall possiede un'antica chiesa, St Michael and All Angels (San Michele Arcangelo e Tutti gli Angeli).
La data precisa di fondazione non è nota, sebbene atti relativi ad una disputa del XIV secolo riguardante il territorio del villaggio indichino che la chiesa sia stata fondata sotto il regno di Re Edgar, all'incirca fra il 959 e il 975 d.C..
Il Domesday Book del 1086 riporta che prima della conquista normanna, Tettenhall era posseduta da tre Inglesi: Hunta, Wulfstan e Godwin. Dopo la conquista, come fece con la maggior parte dell'Inghilterra, Guglielmo il Conquistatore assegnò il territorio ai suoi seguaci.
In precedenza, Tettenhall era un Distretto Urbano autonomo, fintantoché nel 1966 la maggior parte delle aree divenne parte del Borgo di Wolverhampton, mentre alcune aree del Distretto furono riunite all'attuale distretto del South Staffordshire. Nonostante la relativa vicinanza al centro della città di Wolverhampton, Tettenhall conserva il suo carattere di villaggio rurale e un forte senso di identità tra i residenti, tanto che parecchie persone, soprattutto fra le generazioni più anziane, continuano ad indicare come loro contea di appartenenza lo Staffordshire.

## Il paese odierno di Tettenhall
Il paese è attraversato da una cresta che corre pressappoco in direzione est-ovest, da Aldersley a Perton. 
Verso nord, il terreno è delicatamente ondulato e si allontana dalla conurbazione urbana delle West Midlands in direzione delle contee rurali dello Staffordshire e dello Shropshire. 
Verso sud, vi è un ripido pendio digradante verso le aree di Compton, Newbridge, Claregate e Aldersley, prima di appiattirsi a Palmers Cross, con una vista panoramica del centro di Wolverhampton City. 
Le strade di avvicinamento da sud percorrono tagli effettuati dall'uomo nell'arenaria per affrontare la ripida cresta: la A41 in un punto noto come The Rock e più a ovest, in corrispondenza di strade minori, The Holloway e Wightwick Bank.
Tettenhall è uno dei pochi luoghi in Inghilterra dove vi sono due spazi verdi pubblici.
L'Upper Green di Tettenhall è situato nella parte elevata del paese. L'area è pubblica e fu donata alla comunità della parrocchia dalla famiglia Swindley.
L'Upper Green include un'ampia piscina per bambini, un'estesa area erbosa, un campo di cricket, reti per la pratica e la clubhouse del Wolverhampton Cricket Club, in cui fu presente e giocò anche W. G. Grace.
Vi si trova, inoltre, una piccola area commerciale che gestisce l'area verde e la piscina per bambini.
Una torre con orologio, edificata nel 1912 dalla famiglia Swindley e donata alla parrocchia per celebrare l'incoronazione di Re Giorgio V, è un elemento caratteristico dell'Upper Green.

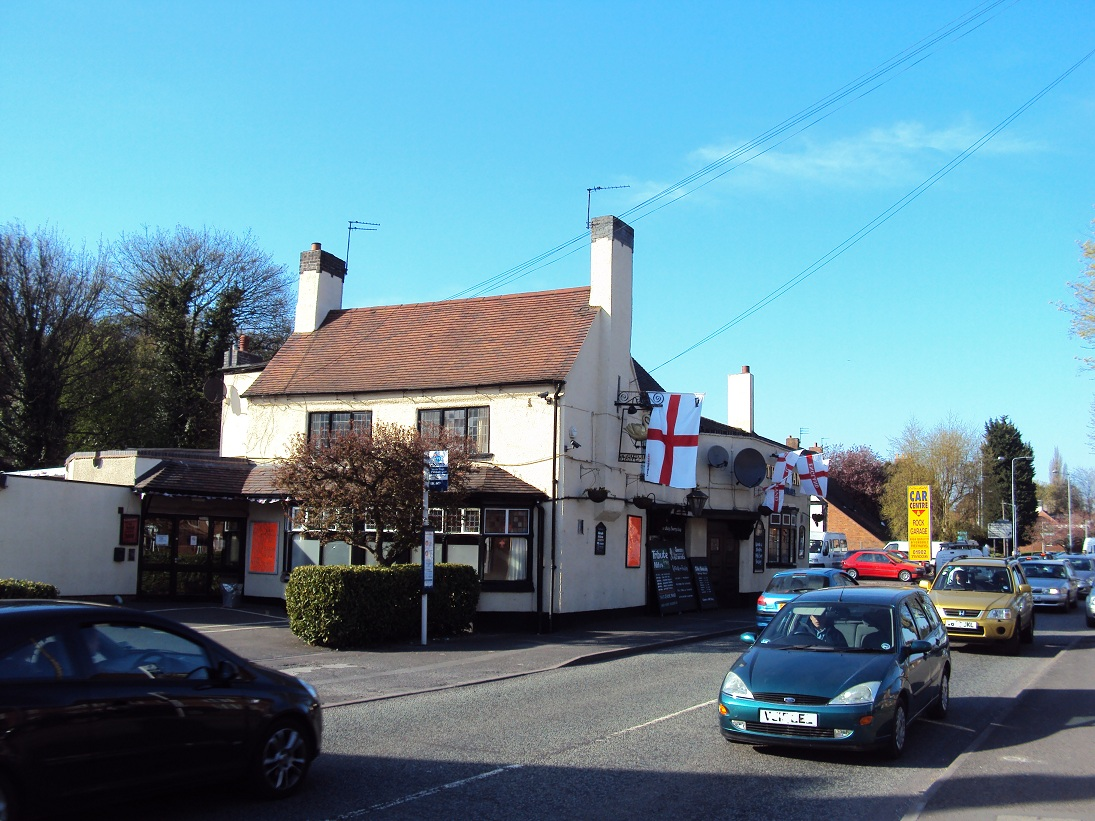
Lo Swan Hotel, Lower Street, Tettenhall

Il Lower Green di Tettenhall si trova nella parte inferiore di The Rock, vicino alla chiesa di St. Michael and All Angels. Consiste di un'area erbosa in pendenza, popolare per le slitte nelle giornate invernali nevose, dominata dalla casa pubblica The Mitre.
La chiesa parrocchiale è St. Michael and All Angels, situata alla base della cresta, all'uscita del Lower Green.
Tettenhall è amministrativamente suddivisa in due quartieri del Wolverhampton City Council: Tettenhall Regis a nord e Tettenhall Wightwick a sud.
A Tettenhall è stato sepolto il presentatore televisivo Mark Speight.

### Viabilità
Il percorso originale della via da Londra a Holyhead attraversava Tettenhall, anche se lungo un itinerario diverso da quello dell'attuale A41 - Tettenhall Road. 
La via, all'uscita da Wolverhampton in direzione nordovest, correva dietro ai negozi di Newbridge, sui ponti sul Staffordshire and Worcestershire Canal (quando fu costruito nel 1772) e sul fiume Smestow, e attraverso la Old Hill, dove una ripida salita attendeva i veicoli.
La via quindi tagliava attraverso l'Upper Green, deviava a sinistra nella Wrottesley road fino a Woodthorne Road, e quindi continuava con l'attuale Wergs Road.
A causa dei problemi relativi ai veicoli che dovevano affrontare il ripido pendio della Old Hill, questa via fu presa in esame al principio del XVII secolo dal Wolverhampton Trust e da Thomas Telford, nell'ottica di progettare un nuovo percorso che passasse attorno, sotto o attraverso la cresta.
Per una discussione, Thomas Telford si ritirò dal progetto, cosicché il Wolverhampton Trust procedette da solo. Alla fine si scelse il taglio della cresta, in modo che la strada salisse con una pendenza modesta e continua, partendo dall'area di Newbridge, passando attraverso e sopra il Lower Green, prima di tagliare la cresta per poi uscire nei pressi dell'Upper Green. 
Il materiale di scavo del taglio fu utilizzato per creare la pendenza della strada. I lavori furono completati nel 1823.
Oggi, la A41 attraversa l'area verde del villaggio come strada a singola carreggiata.

## Prodotti tipici
Esiste una varietà di pera nota come la "Tettenhall Dick", che originariamente cresceva nel borgo di Perton e probabilmente è stata coltivata sin da prima del XVIII secolo.
Queste pere, che sono piccole e asciutte, sono tradizionalmente utilizzate per la preparazione del sidro di pere.
La fondazione Bees & Trees intraprese un progetto per piantare 2.000 alberi di Tettenhall Dick nelle Midlands nel tentativo di preservarle, poiché solo poche piante di questa varietà sopravvivevano ancora. 
Questi alberi furono innestati da alberi di Tettenhall Dick e il progetto ha avuto successo, cosicché le piante sono state piantate in parecchie diverse posizioni.
Oggi, la varietà è parte della National Fruit Collection a Brogdale, nel Kent.

## Educazione
Tettenhall possiede una scuola privata, il Tettenhall College, che è sito presso le "Tettenhall Towers", in precedenza residenza della famiglia Thorneycroft.
Inoltre, la King's C.E. School, anch'essa sita a Tettenhall, in precedenza denominata Regis Secondary School, è una scuola aiutata da volontari della Chiesa di Inghilterra per ragazzi dagli 11 ai 19 anni.
Partecipando al programma BSF, la scuola sarà ristrutturata e incorporerà all'interno del suo sito la Tettenhall Wood Special School.
A Tettenhall Wood si trovano le scuole Christ Church Infants e Christ Church Juniors, le quali sono collegate alla chiesa omonima.
Infine, vi si trovano anche la St. Michael's Cofe School e la Woodthorne Primary School.